# 自殺森林
《自殺森林》（The Forest）是一部2016年日本、美國一同合作的超自然恐怖電影。該電影劇本由尼克·安托斯卡、莎拉・康威爾以及班·科泰一同編寫，並由傑森·扎達主導，娜塔莉·多莫、泰勒·金尼主演。故事主要敘述著一位年輕的女性，前往了青木原（自殺森林）尋找她失蹤的妹妹。
電影上映後，歐美影評圈給予本片負面的評價。電影本身亦被部分評論批評淡化自殺議題與不尊重在森林裡逝世的人們引起爭議。

## 劇情概要
日本富士山脚某座森林，竟许多人想不开，会到那座山森林寻短上吊。女主角是一美国小姐，然而妹妹卻在那座森林失纵，因此千里迢迢搭班机至日本，寻找妹妹在那座自尽山的線索。到日本她才发现，妹妹逝因不单纯，可能是他杀，凶手可能是住附近的美国人。这美国人也因此与她认识，表面助她实是找再杀她的机会，没想到最后在这山出一灵异怪事。

## 外部連結
- 互联网电影数据库（IMDb）上《自殺森林》的资料（英文）